# Kevin McCullar Jr.
Kevin Dewayne McCullar Jr., född 15 mars 2001 i San Antonio i Texas, är en amerikansk professionell basketspelare (SG) som spelar för New York Knicks i National Basketball Association (NBA).
Han draftades av Denver Nuggets i andra rundan i 2024 års draft som 56:e spelare totalt.
Innan McCullar blev proffs studerade han först på Texas Tech University och spelade för deras idrottsförening Texas Tech Red Raiders. McCullar blev senare överförd till University of Kansas och spelade för Kansas Jayhawks.